# Andragogika

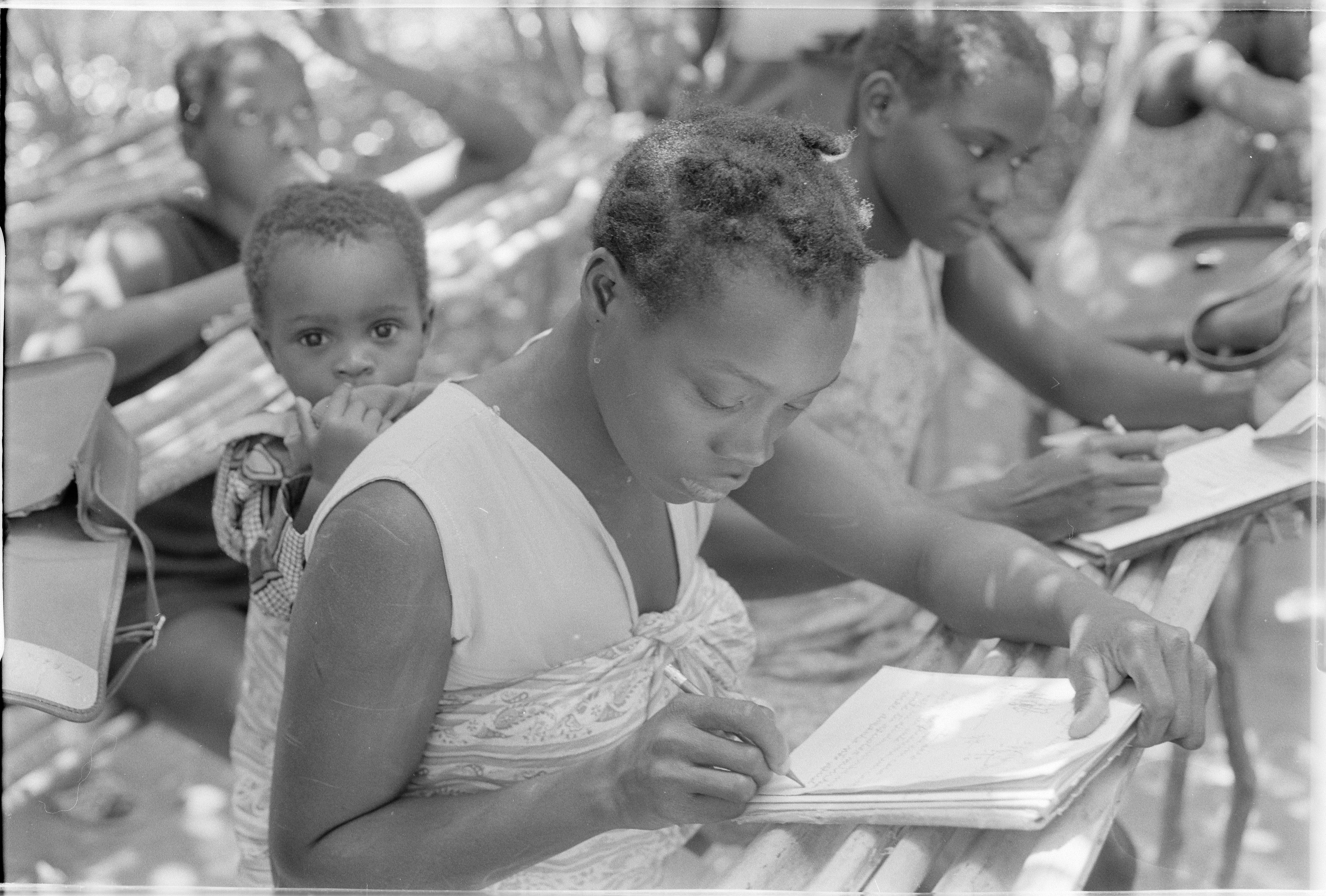
Kształcący się dorośli ludzie.

Andragogika (gr. ανηρ, ανδρος – mężczyzna + αγω – prowadzę) – subdyscyplina pedagogiki zajmująca się kształceniem dorosłych. Jest to także nazwa przedmiotu na studiach pedagogicznych, opracowanego przez Radę Główną Nauki i Szkolnictwa oraz Ministerstwo Edukacji Narodowej.
Dziedzina powstała w XX wieku. Początkowo stanowiła część składową pedagogiki ogólnej i filozofii wychowania. Jej rozwój związany jest także z antropologią filozoficzną, psychologią człowieka dorosłego, etyką, socjologią kultury i socjologią wychowania, historią oświaty i myśli pedagogicznej.

## Obszar zainteresowań
Andragogika zajmuje się procesami kształcenia, wychowania, samokształcenia i samowychowania ludzi dorosłych. Bada, opisuje i analizuje cele, treści, systemy, formy i metody  ww. procesów oraz ich uwarunkowania społeczne, ekonomiczne, kulturowe, cywilizacyjne i biologiczne.
Odpowiada na pytanie, jakim może być człowiek dorosły, jaki poziom rozwoju i sprawności może osiągnąć, jeśli stworzy mu się optymalne warunki edukacji a on sam podejmie autokreację.
Umożliwia zrozumienie procesu przekształcania potencjału jednostki w realną zdolność do sprawnego funkcjonowania we wszystkich rolach społecznych.

## Wartość praktyczna andragogiki
- możliwość rozwijania oświaty i wychowania dorosłych i zapewnienie im warunków umożliwiających skuteczniejsze realizowanie programów kształcenia i przygotowania dorosłych do rozwiązywania problemów zawodowych, społecznych, państwowych i osobistych,
- badanie i kształtowanie celów wychowania w taki sposób, aby były one zgodne z potrzebami dorosłych oraz znaczenie następujących kryteriów:
  - naukowa prawdziwość i aktualność idei i twierdzeń naukowych
  - użyteczność wiedzy
  - dostosowanie wiedzy do możliwości umysłowych i czasowych dorosłych
  - spójność wiedzy naukowej
  - stymulacja rozwoju osobowości
  - intelektualna atrakcyjność treści
  - związek treści z życiem i pracą dorosłych
  - przydatność treści dla dalszego, samodzielnego kształcenia i rozwoju
  - dodatkowo przyczynia się do wzrostu narodowego dochodu